# Podothrombiidae
Podothrombiidae é uma família de ácaros pertencentes à ordem Trombidiformes.
Género:
- Podothrombium Berlese